# David Hunt
David Hunt (20 de maio de 1960 - 11 de outubro de 2015) foi um piloto inglês de corrida e irmão mais novo do campeão mundial de Fórmula 1 de 1976, James Hunt.

## Biografia
Hunt começou a correr aos 15 anos e foi para a Fórmula Ford em 1981. Ele competiu no Campeonato Britânico de Fórmula 3 por cinco temporadas de 1983 a 1987 contra pilotos como Ayrton Senna, Martin Donnelly, Martin Brundle e Damon Hill. Ele correu no campeonato da Fórmula 3000 Internacional em 1988 e no mesmo ano testou para a equipe Benetton de Fórmula 1. Ele então parou de correr.
No final de 1994, ele vendeu seu negócio de marketing multinível, que vendia filtros de água e comprou a equipe falida da Team Lotus para tentar salvá-la, mas não teve sucesso. Ele continuou trabalhando para que a Lotus voltasse aos escalões mais altos do esporte motorizado até 2009, quando vendeu os direitos do nome Team Lotus para a equipe de Fórmula 3 da Litespeed. A Litespeed pretendia competir na temporada de Fórmula 1 de 2010, mas sua entrada foi recusada. No entanto, a entrada de uma equipe usando o nome Lotus apoiado pelo governo da Malásia foi posteriormente aceito para 2010 após o processo de seleção ser reaberto devido ao anúncio de que a BMW Sauber iria se retirar da categoria ao término da temporada de 2009. A equipe se chamava Lotus Racing.
No verão de 2010, a 1Malaysia, que dirigia uma equipe de Fórmula 1 denominada Lotus Racing sob licença da Lotus Cars comprou a Team Lotus Ventures Ltd de David Hunt. Após isso a 1Malaysia passou a denominar sua equipe de Team Lotus a partir da temporada de 2011.

## Morte
Hunt morreu enquanto dormia na noite de domingo, 11 de outubro de 2015, ele tinha 55 anos de idade.